# The Problemist
The Problemist is een Brits schaaktijdschrift dat schaakproblemen tot onderwerp heeft.
Het blad, opgericht door Thomas Dawson, verschijnt sinds 1926 zonder onderbreking.
De ondertitel: Proceedings of the British Chess Problem Society is met ingang van 1985 verkort tot: British Chess Problem Society.